# 개곡천 (경상남도)
개곡천(開谷川)은 경상남도 양산시 동면 개곡리에서 발원하여 대체로 남동류하다가 부산광역시 기장군 정관읍의 수영강으로 흘러드는 하천이다.